# Гварани (језик)
Гварани (шп. guaraní) језик је америчких домородаца, који се говори у Парагвају и деловима Боливије, Аргентине и Бразила.
Подгрупе овог језика су:
западно боливијски гварани (тзв. симба) - 7.000 говорника
источно боливијски гварани (тзв. чиригвано) - 55.000 говорника
парагвајски гварани - 5 мил. говорника
чирипа гварани - 12.000 говорника
мбија гварани - 25.000 говорника

## Распрострањеност

### Парагвај
Парагвајски гварани је, уз шпански, службени језик у Парагвају. Парагвај је двојезична земља. Образованије становништво говори латиноамеричку верзију шпанског језика, са неким мањим фразама позајмљеним из гваранија, док мање образовано становништво говори гварани са позајмљеницама из шпанског језика. Ова мешавина се назива Јопара. Незнатан је број људи изван Јужне Америке, који говоре гварани.
У Парагвају постоји још неколико подгрупа гварани језика, најближи оригиналном гварани језику је чирипа гварани, као и мбија гварани који има око 75% сличности. У области Чако се говори и источно боливијско/западно аргентинска варијација гварани језика.

### Аргентина
Источно боливијски гварани и Западно боливијски гварани се најчешће говоре у југоисточним провинцијама Аргентине.

### Бразил
Парагвајски гварани, заједно са Тупи језиком, био је присутан у области Сао Паула и Амазона пре колонизације. У провинцији Мато Гросо до Сул која се граничи са Парагвајем, гварани је други језик по употреби. Чирипа и мбија гварани су такође присутни у говору.